# Ángel Rivière Gómez
Ángel Rivière Gómez (Madrid, 16 de juny de 1949-12 d'abril de 2000) va ser un psicòleg i científic cognitiu espanyol, especialista en nens amb trastorn autista. Va ser catedràtic de Psicologia Cognitiva des de 1990 fins a la seva sobtada mort en 2000.

## Biografia
Es llicencia en filosofia i lletres en 1971 a la Universitat Complutense de Madrid, en l'especialitat de Psicologia. Aquest any, començarà a treballar a la Universitat Autònoma de Madrid i impartirà classes d'Història de la Psicologia a la Complutense fins 1977. Es doctora el 1985 amb la tesi titulada Raonament i representació i és nomenat professor titular de l'Autònoma de Madrid el 1986 i catedràtic de Psicologia Cognitiva el 1990. El seu llibre de text Psicologia del llenguatge. Recerca i teoria (1992), escrit amb Mercedes Belinchón, qui també va compilar els dos volums de textos escrits per Rivière, forma part de la bibliografia bàsica de l'assignatura de la Psicologia del Llenguatge tant a la Universitat Autònoma de Madrid com a la Universitat Nacional d'Educació a Distància.
El 1974 es casa amb la traductora Inés Marichalar i tenen diversos fills.
El 1978 comença a treballar amb nens amb autisme al costat de l'Associació de Pares de Nens Autistes (APNA), al que dedicaria tant la seva carrera professional com la seva labor científica i investigadora: la teoria de la ment, la psicologia infantil, el llenguatge, les ciències cognitives. A més, va dirigir la revista Estudis de Psicologia des de la seva fundació i va ser vicepresident de la Societat Espanyola de Psicologia. Entre 1987 i 1989 va ser president del Centre de Recerca i Documentació Educativa.
Rivière va abordar des d'enfocaments diversos l'estudi de l'autisme, des de les alteracions en el desenvolupament psicològic del pacient a les habilitats d'interacció social del subjecte amb autisme, així com la intervenció conductual de psicòlegs en l'autisme. També va treballar aspectes més clínics com procediments d'avaluació, tractaments, revisionals, etc.
Mor sobtadament l'any 2000 a Madrid per un accident vascular cerebral.
En tribut a la seva exemplar labor i recollint el llegat d'aquesta, al gener de l'any 2011 es crea una fundació que porta el seu nom, la presidència d'honor del qual correspon a la seva vídua, Inés Marichalar.

## Obres publicades
Entre els seus llibres principals estan:
- La Psicologia de Vigotsky (1984)
- Raonament i representació (1985)
- El subjecte de la Psicologia Cognitiva (1987)
- Objectes amb ment (1991)
- Psicologia del llenguatge. Recerca i teoria (1992) ISBN 9788487699351. amb Mercédes Belinchón
- La mirada mental (1996) amb M. Núñez
- El tractament de l'autisme (1997)
- El nen petit autista (2000)
- Diàlegs sobre psicologia: dels còmputs mentals als significats de la consciència, Vól. I. (2003) Ángel Rivière, compilació de Mercedes Belinchón. Ed. Metgessa Panamericana[3]
- Llenguatge, simbolització i alteracions del desenvolupament, Vól. II. (2003) Ángel Rivière, compilació de Mercedes Belinchón. Ed. Metgessa Panamericana[4]